# Giuseppina Princi
Giuseppina (Giusi) Princi (ur. 27 września 1972 w Reggio di Calabria) – włoska nauczycielka, polityk i działaczka samorządowa, deputowana do Parlamentu Europejskiego X kadencji.

## Życiorys
Absolwentka nauk o edukacji na Uniwersytecie w Mesynie, kształciła się również na Uniwersytecie Florenckim. W 1992 podjęła pracę w zawodzie nauczyciela. Od 2006 kierowała placówkami oświatowymi. W 2010 została dyrektorką szkoły średniej Liceo Scientifico Statale „Leonardo da Vinci” w rodzinnej miejscowości. Zarządzana przez nią placówka w 2017 została wyróżniona medalem przyznanym przez prezydenta Włoch za program kształcenia w zakresie prawa. W 2021 Giuseppina Princi dołączyła do władz wykonawczych Kalabrii jako asesor i zastępczyni prezydenta regionu. Powierzono jej m.in. sprawy edukacji, szkolnictwa wyższego, badań naukowych, szkoleń zawodowych i budżetu.
W wyborach w 2024 z listy partii Forza Italia uzyskała mandat deputowanej do PE X kadencji (gdy Antonio Tajani zrezygnował z jego objęcia).